# Svalbardsfiberkabeln

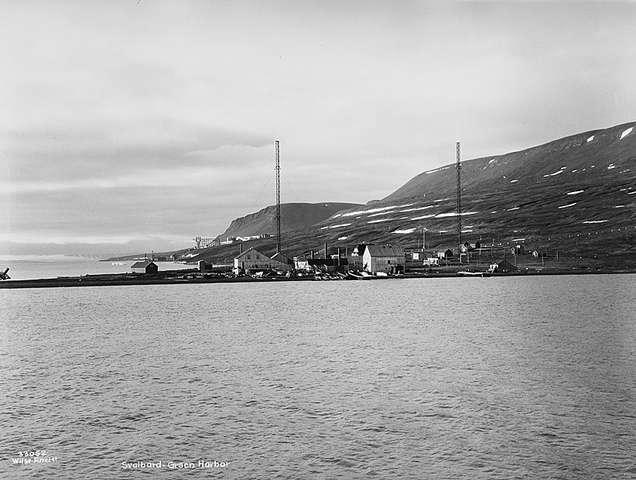
Telegrafstationen Spitsbergen Radio vid Grønfjorden, 1928

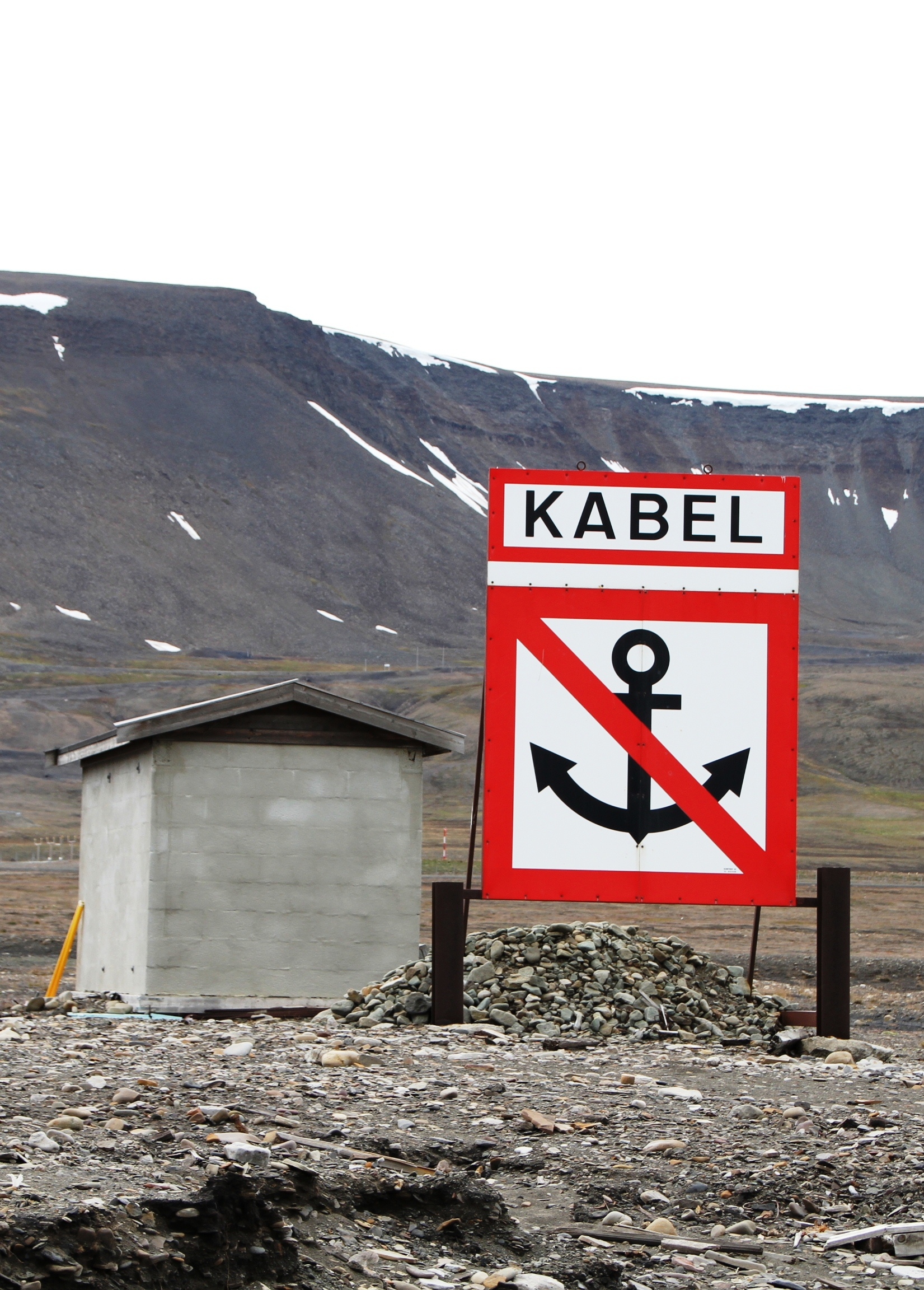
Skylt med ankringsförbud på Hotellneset

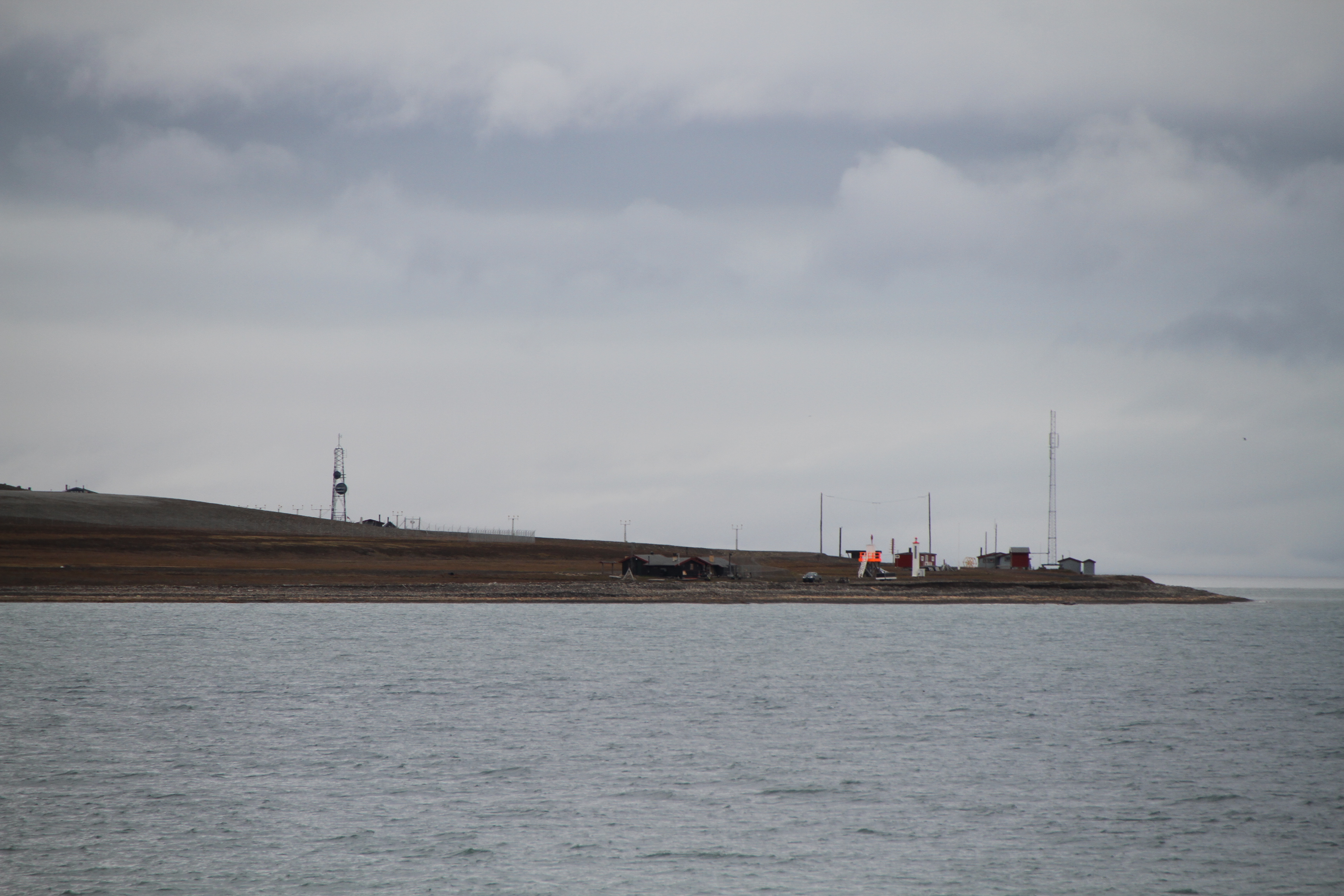
Landningsplatsen för Svalbardsfiberkabeln på Hotellneset

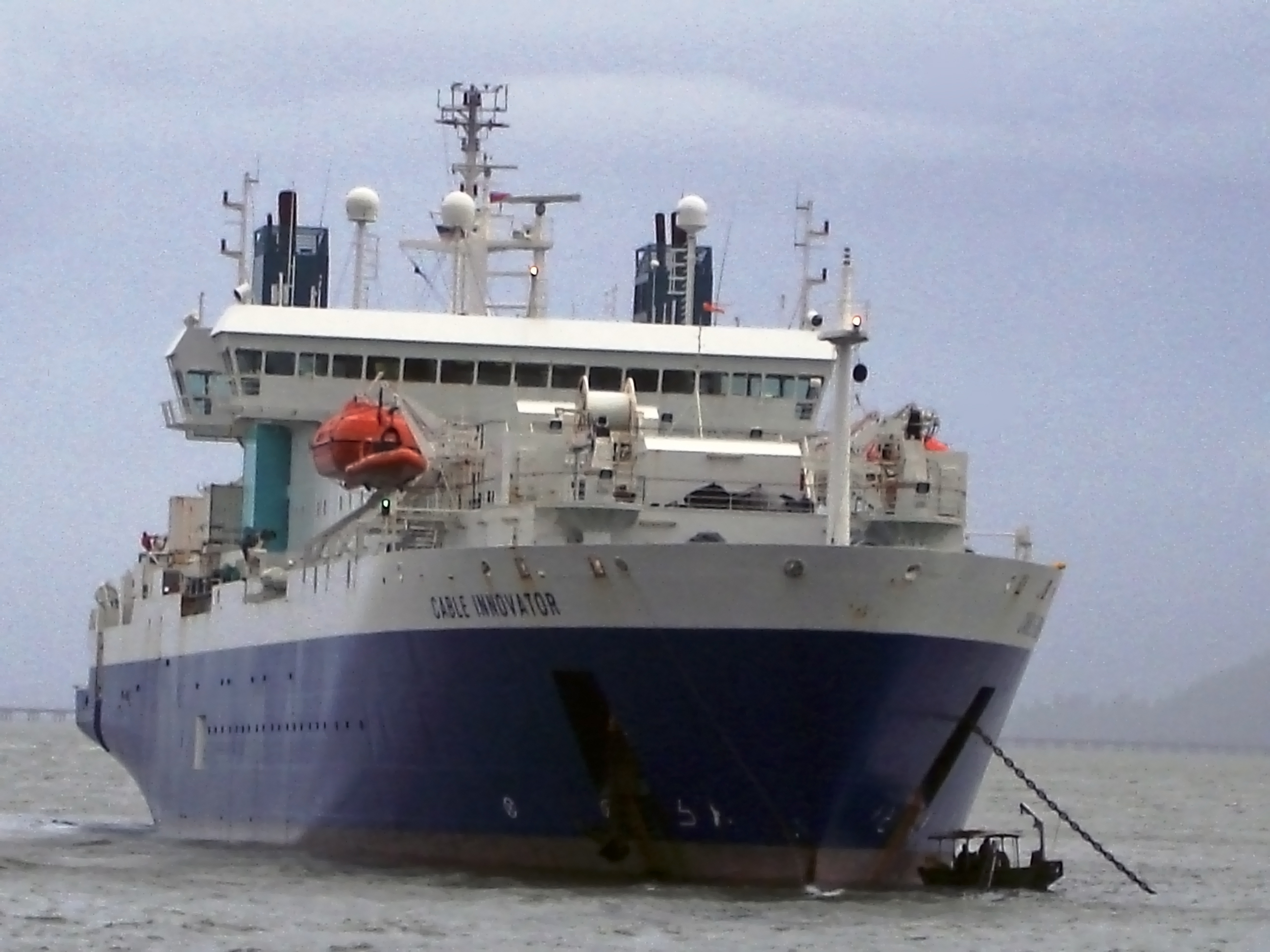
Cable Innovator var ett av två kabelnedläggningsfartyg som lade ned fiberkablarna till Svalbard

Svalbardsfiberkabeln är ett fiberkabelsystem i Ishavet mellan det norska fastlandet och Svalbard.
Telekommunikation mellan Svalbard och det norska fastlandet har fram till 2004 skett via radioförbindelser och satelliter, eftersom ingen sjökabel av koppar har lagts ned i havet. Den första telegrafförbindelsen upprättades 1911 genom Spitsbergen Radio, och kommersiell drift med satellitkommunikation till Svalbard kom igång 1978.
Åren 2003—2004 lät Norsk Romsenter lägga fiberkabel på havsbotten mellan Harstad på norska fastlandet via Andøya till Hotellneset utanför Longyearbyen i Svalbard. Telenor Svalbard hyr bandbredd i denna, och har från 2009 också erbjudit fiberuppkoppling lokalt till företag, institutioner och privata hushåll i Longyearbyen. Från 2014 går all trådbunden tele- och datatrafik i staden över fiberoptisk kabel.

## Historik
Norsk Romsenter började planera för kablarna 2002, eftersom organisationen ville utöka sin verksamhet i den 1999 öppnade Svalbard satellittstasjon utanför Longyearbyen. Vid denna tidpunkt gick all tele- och datatrafik via en förbindelse över Intelsat med en kapacitet på 55 megabits per sekund (Mbit/s). Finansiering av fiberkabelprojektet ordnades genom ett avtal med National Aeronautics and Space Administration (NASA) i USA. 
Kabelsystement levererades av Tyco Communications och utläggningen gjordes av Global Marine Systems under perioden 21 juli-15 augusti av kabelläggningsfartygen Cable Innovator och Maersk Recorder. 

## Fiberkablarna
Förbindelsen är konstruerad med två fiberoptiska undervattenskablar. De har vardera två delar, en från Harstad till Breivika på Andøya och en från Breivika till Hotellneset vid Isfjorden nära Longyearbyen i Svalbard. Kablarna mellan Harstad och Breivika är 74 respektive 61 kilometer långa och kablarna mellan Breivika och Hotellneset är 1 375 respektive 1 339 kilometer långa. Kablarna har vardera åtta fiberpar. Endast ett av fiberparen används idag. En av kablarna är en reservkabel som endast är avsedd att användas om den första faller ur. 
De längre kabeldelarna har vardera 20 förstärkare. Dessa drivs med likström från Breivika. Förstärkarna bedöms ha en livstid på 25 år. 
Kablarna har vardera 10 gigabits per sekund (Gbit/s), med möjlighet att öka kapaciteten till 2 500 Gbit/s.

## Förbindelse med Ny-Ålesund
Sedan 2015 finns också parallella fiberkablar utlagda mellan Longyearbyen och Ny-Ålesund. Detta ger möjlighet att försörja bland andra den bandbreddskrävande år 2018 invigda nya Statens kartverks geodesistation med tillräcklig internetinfrastruktur.